# Dáinsleif
Dáinsleif ("eredità di Dáinn", poiché il suffisso "-leif" significa per l'appunto "eredità") è la spada del re Högne, secondo il resoconto della battaglia conosciuta come "Hjaðningavíg" da parte dello storico islandese Snorri Sturluson. Questa arma era stata forgiata dai nani, come molti altri oggetti nella mitologia norrena, ad esempio la lancia Gungnir, la spada Gramr, e Tyrfingr.
Secondo il suo possessore, questa spada aveva il portentoso potere di uccidere un uomo ogni volta che veniva sguainata, non falliva mai il colpo e le ferite inflitte con essa erano inguaribili. Queste proprietà magiche le derivano dall'essere stata per diverso tempo nel regno dei morti, essendo stata presa dal corredo funebre del suo precedente possessore.